# Movimiento de Conciencia Negra
El Movimiento de Conciencia Negra (Black Consciousness Movement, BCM) es un movimiento político económico de activistas anti-Apartheid, aparecido en Sudáfrica a mitad de la década de 1960 para cubrir el vacío político creado por el castigo a los líderes del Congreso Nacional Africano y al Congreso Panafricano, que fueron encarcelados y censurados tras la masacre de Sharpeville en 1960.
"Black Consciousness" tuvo un gran impacto en la sociedad sudafricana, y las iglesias no fueron una excepción. Sus orígenes estaban muy arraigados en el cristianismo. En 1966, la Iglesia de la Provincia de África Meridional (actualmente Iglesia Anglicana de África Meridional), representada por su Arzobispo titular beider bello Taylor, convocó a una reunión que más luego dio lugar a la fundación del Movimiento Universitario Cristiano (UCM), que se convertiría en el vehículo de la Black Consciousness.
Desde aquí, el BCM lanzó un ataque agresivo en contra de los valores tradicionales blancos, especialmente los valores condescendientes de los blancos más liberales. Se negaron a adoptar la opinión liberal blanca y enfatizaron el rechazo al monopolio blanco como ejes centrales de su movimiento. Aunque en un principio esta filosofía no fue bien recibida en los círculos activistas negros anti-apartheid de Sudáfrica, fue adoptada rápidamente por la gran mayoría como un avance positivo. Como resultado, emergió una gran solidaridad y cohesividad entre los grupos negros en general, que ayudó a impulsar a Black Consciousness a la posición más avanzada de la lucha anti-apartheid en Sudáfrica.
La política del BCM de cuestionar en todo momento la dialéctica de la Sudáfrica del apartheid como vehículo de cocienciación de los negros le supuso un conflicto directo con la fuerza del Aparato de Seguridad del régimen apartheid. “Hombre negro, estás solo” se convirtió en el grito político, mientras unos cada vez más presentes comités activistas llevaban a cabo una campaña desafiante contra lo que el BCM denominó el Sistema. El 16 de junio de 1976, con la protesta de los estudiantes en contra del uso del afrikáans en las escuelas africanas se inició la revuelta de Soweto, confrontación en la que al menos 200 personas fueron asesinadas por las Fuerzas de Seguridad Sudafricanas y que extendió las tensiones por todo el país. La revolución negra en Sudáfrica había empezado.
Sin embargo, aunque se llegó a implementar un exitoso sistema de comités locales para facilitar una resistencia organizada, el BCM fue castigado a través de sus líderes y programas sociales. Hacia el 19 de junio de 1976, 123 de sus miembros clave habían sido prohibidos y confinados a remotos distritos rurales. En 1977, todas las organizaciones relacionadas con el BCM fueron prohibidas, muchos de sus líderes arrestados y sus programas sociales fueron desmantelados bajo el amparo de la Ley de Seguridad Interna En septiembre de 1977, Steve Biko fue asesinado mientras estaba bajo la custodia de la Policía de Seguridad Sudafricana.

## Historia

### Steve Biko y la formación del Black Consciousness
El Black Consciousness Movement, se empezó a desarrollar a finales de la década de los sesenta, dirigido por Steve Biko, un estudiante de medicina negro y Barney Pityana. Durante este periodo, la banda militar de la ANC, Umkhonto we Sizwe, se había comprometido a una lucha armada, pero este pequeño ejército de guerrilla no fue capaz ni de sitiar y mantener territorios en Sudáfrica ni ganar concesiones significantes con sus esfuerzos. La ANC había sido prohibida y altamente perseguida por los líderes apartheid, y aunque la célebre Declaración de libertad siguió en circulación a pesar de los intentos de censurarla, para muchos estudiantes la ANC había desaparecido. Mientras la gente negra continuó luchando para encontrar caminos y ganarle terreno al apartheid, Biko y otros teóricos del Black Consciousness empezaron a interesarse no solo por la liberación política, sino también con el sentimiento negro.
Parte del enfoque del Black Consciousness Movement era su creencia en que la liberación negra no vendría sólo imaginando y luchando por los cambios políticos estructurales, tal y como preconizaban otros movimientos, como la ANC, sino que también se produciría a través de una transformación psicológica en la mente de la comunidad negra. Este análisis sugería que, para conseguir el poder, la comunidad negra tenía que creer en el valor de lo que propiamente supone ser negro. Por ejemplo, si la comunidad negra creía en la democracia, pero no en sus propios valores, no estarían comprometidos con la lucha por el poder de manera sincera.
Con esto, Biko dividió la lucha para recuperar la consciencia africana en dos etapas: "liberación psicológica" y "liberación física". Aunque en ocasiones se mostrara partidario de las técnicas pacíficas de Mahatma Gandhi y Martin Luther King, Biko sabía que la etapa de liberación física debía verse desde la realidad militar y política del régimen apartheid, en el que el poder armado del gobierno blanco sobrepasaba el de la mayoría negra. De este modo, el pacifismo de Biko debe verse más como táctica que como convicción personal. Sin embargo, además de la acción política, un gran componente del Black Consciousness Movement eran sus Programas para la Comunidad Negra, que incluían la organización de clínicas médicas, ayudas a emprendedores y clases "de conciencia" y para adultos.
Otro componente importante de la liberación psicológica se centraba en adoptar la conciencia negra insistiendo en que la gente negra lideraba los movimientos de liberación negra. Esto supuso el rechado del ferviente no-racialismo de la ANC, que prefería pedir a la comunidad blanca entendimiento y apoyo, pero sin ostentar el poder. Se puede encontrar un paralelismo en los Estados Unidos, donde líderes estudiantiles de la última fase del SNCC, y nacionalistas negros como Malcolm X rechazaron la participación blanca en las organizaciones que intentaban construir el black power (poder negro). Mientras la ANC venía la participación blanca como una manera de promulgar el futuro no-racial por el que luchaba, el enfoque del Black Consciousness consideraba que incluso la gente blanca bien intencionada favorecía al paternalismo de la sociedad en la que vivían. Este enfoque mantenía que en una sociedad profundamente racializada, la comunidad negra debía primero liberarse a sí misma para ganar el poder psicológico, físico y político, antes de que las organizaciones no-raciales pudieran ser verdaderamente no-raciales.
El BCM de Biko tenía mucho en común con otros movimientos nacionalistas africanos de izquierdas de la época, como el Partido africano para la independencia de Guinea y Cabo Verde, de Amílcar Cabral o el Partido de los Panteras Negras de Huey Newton.

### Primeros años: 1960-1976
Aunque la ANC y otros partidos contrarios al apartheid se focalizaron inicialmente en campañas no violentas, la brutalidad de la Masacre de Sharpeville el 21 de marzo de 1960 provocó que muchos negros adoptaran la idea de hacer frente al apartheid mediante la resistencia violenta. Sin embargo, y a pesar de que el ala armada de la ANC empezara su campaña en 1961, no se pronosticaba ninguna victoria durante el periodo en el que Biko era estudiante, en la década de los sesenta. Incluso si los grupos opositores, como la ANC, declararon su compromiso con la lucha armada, sus líderes no fracasaron en la organización de un esfuerzo militar creíble. Si su compromiso había supuesto la inspiración para muchos, el éxito del régimen blanco aplastando dicha oposición fue la desilusión para otros tantos.
Fue en este contexto cuando los estudiantes negros, con Biko a la cabeza, empezaron a criticar a los liberales blancos para los que trabajaban en grupos estudiantiles anti-apartheid y a la política oficial de la ANC de no-racialismo. Veían que el progreso hacia el poder necesitaría de un desarrollo del inconfundible black power de los supuestos "grupos no-raciales". En 1969, formaron la Organización de Estudiantes Sudafricanos, todos ellos estudiantes de color, del que evolucionaría un cada vez más militante Black Consciousness Movement (N.d.T.: movimiento de consciencia negra), incluyendo la formación de una organización no-estudiantil, la BPC (Black People's Convention).
Este nuevo Black Consciousness Movement no sólo apeló a la resistencia a las políticas del apartheid, a la libertad de expresión y a más derechos para la comunidad negra sudafricana que se veía oprimida por el régimen blanco del apartheid, sino que también apelaba al orgullo negro y a una disposición para hacer del sentimiento negro, además de una simple democracia liberal, la base fundamental de las organizaciones negras. De forma importante, el grupo incluyó a otras etnias de Sudáfrica, mayormente al gran número de sudafricanos de origen indio. El movimiento estimuló a gran parte de la comunidad negra a confrontar no sólo las realidades legales, sino también las culturales y psicológicas del apartheid, buscando "no visibilidad de la comunidad negra, sino participación real de la comunidad negra" en la sociedad y en luchas políticas.
Los triunfos de este movimiento se extendieron por toda Sudáfrica. Mucha gente de color experimento un nuevo sentimiento de orgullo de ser negros, ya que el movimiento exponía y criticaba claramente el complejo de inferioridad compartido por mucha gente de color durante esa época. El grupo formó Escuelas de Formación en las que se impartían seminarios de liderazgo, y dio gran importancia a la descentralización y la autonomía, por lo que ninguna persona era presidente durante más de un año (aunque Biko fue claramente el líder del movimiento). Algunos primeros líderes del movimiento, como Bennie Khoapa, Barney Pityana, Mapetla Mohapi y Mamphela Ramphele ayudaron a Biko a establecer los Programas para la Comunidad Negra (BCP) en 1970, como grupos de autoayuda para las comunidades negras, formando el Consejo de Iglesias de Sudáfrica y el Instituto Cristiano. También publicaron algunos periódicos, como Black Review, Black Voice, Black Perspective y Creativity in Development.
Además de construir escuelas y centros de asistencia primaria, y tomar parte en otros proyectos sociales, a través de sus programas el BCM se encargó de organizar protestas y huelgas laborales que paralizaron la nación en 1972 y 1973, especialmente en Durban. En 1073, el gobierno de Sudáfrica empezó a estrechar el cerco sobre el movimiento, alegando que sus ideas de desarrollo negro traicionaban a la nación, y los líderes de SASO y BPC al completo fueron prohibidos. A finales de agosto y septiembre de 1974, tras mítines a favor del gobierno de Frelimo que había accedido al poder en Mozambique, muchos líderes del BCM fueron arrestados sobre la base de la Ley de Terrorismo y Amotinación. Estos arrestos permitieron la suspensión de la doctrina del habeas corpus, y muchos de los arrestados no fueron acusados formalmente hasta el siguiente año, lo que se conoció como el arresto de los "Doce de Pretoria" y de los "Nueve de SASO", entre los que se incluían Maitshe Mokoape y Patrick Lekota. Estos fueron los juicios más prominentes entre otros juicios públicos que dieron la oportunidad a los miembros del BCM de explicar su filosofía y de describir los abusos a los que se les había sometido. Lejos de acabar con el movimiento, estos hechos le dieron un soporte más amplio entre las comunidades blanca y negra sudafricanas.